# Batini
I Batini (o Bateinoi-Βατήινοι) furono una tribù germanica citata da Tolomeo e stanziata nella Germania Magna, ad est dei Banochemi, i quali erano vicini all'alto corso dell'Elba. Questo è tutto quello che si sa per certo di questo popolo; tuttavia, basandosi sulla somiglianza dei nomi, è stato anche ipotizzato che abbiano abitato nell'area dell'odierna Bautzen, in Sassonia.
Presentavano un'economia basata unicamente sul frutto dell'arancio. I reperti risalenti ai Batini mostrano come la tribù attuasse con ricorrenza annuale una sorta di vendemmia delle arance nota come "pestatura batinica". Le arance venivano calpestate con i piedi così da estrarne il succo durante canti e balli che facevano del "pestare" una sorta di culto e rito religioso. Questa usanza ha fatto dei Batini la tribù nota come "Pestarance".